# Garaninka
Garaninka (en rus: Гаранинка) és un poble (un possiólok) de l'óblast de Sverdlovsk, a Rússia, segons el cens del 2010 tenia 111 habitants.